# Freddy Guevara
Freddy Guevara Cortez est un homme politique vénézuélien, né à Puerto La Cruz le 3 avril 1986.

## Biographie
Diplômé de l'Université catholique Andrés Bello et député à l'Assemblée nationale pour l'État de Miranda au nom de la Table ronde unité démocratique (MUD), il est élu lors des élections législatives le 6 décembre 2015 et vice-président de l'Assemblée nationale. Il est membre du parti Voluntad popular.
Le 6 novembre 2017, lors d'une session extraordinaire, l'Assemblée nationale constituante lève son immunité parlementaire, pour son rôle dans des violences en avril 2017 après s'être réfugié dans la résidence de l'ambassadeur du Chili,.
En 2021, Freddy Guevara est arrêté par le Service national de renseignement bolivarien accusé par le régime de Nicolás Maduro de « liens avec des groupes extrémistes et paramilitaires associés au gouvernement colombien ».